# Jeremy Lin
Jeremy Shu-How Lin (chiń. upr. 林书豪; chiń. trad. 林書豪; pinyin Lín Shūháo; ur. 23 sierpnia 1988 w Palo Alto w stanie Kalifornia) – amerykański koszykarz tajwańskiego pochodzenia, grający na pozycji rozgrywającego.
Po ukończeniu szkoły średniej studiował na uniwersytecie Harvarda, gdzie występował w zespole koszykarskim w lidze NCAA. Nie wybrany w Drafcie w 2010 roku, pierwszy zawodowy kontrakt podpisał z zespołem Golden State Warriors. Lin jest pierwszym amerykańskim zawodnikiem NBA o pochodzeniu chińskim bądź tajwańskim.
Przed sezonem 2011/12 podpisał kontrakt z New York Knicks. W barwach Knicks zaliczył serię świetnych występów, dzięki której dostał nagrodę dla najlepszego gracza tygodnia 13 lutego 2012.
Po sezonie podpisał kontrakt z Houston Rockets.
13 lipca 2014 Lin, wraz z wyborami w pierwszej i drugiej rundzie draftu 2015, został wytransferowany do Los Angeles Lakers w zamian za prawa do Sergei Lishchuka. 9 lipca 2015 został zawodnikiem Charlotte Hornets. 9 lipca 2015 został zawodnikiem Brooklyn Nets. 7 lipca 2016 podpisał wieloletni kontrakt z Brooklyn Nets.
13 lipca 2018 trafił w wyniku wymiany do Atlanty Hawks. 11 lutego 2019 został zwolniony. 2 dni później podpisał umowę do końca sezonu z Toronto Raptors. Mistrz NBA w sezonie 2019 jako pierwszy Azjato-Amerykanin. 
15 września 2020 opuścił klub Beijing Ducks. MVP sezonu zasadniczego w Taiwan Professional Basketball League za sezon 2024-2025. 

## Osiągnięcia
Stan na 17 września 2020, na podstawie, o ile nie zaznaczono inaczej.
NCAA
- Uczestnik turnieju Portsmouth Invitational (2010)
- Zaliczony do:
  - I składu All-Ivy League (2009, 2010)
  - II składu All-Ivy League (2008)
- Lider Ligi Ivy w[19]:
  - liczbie:
    - oraz średniej przechwytów (2009–2010)
    - celnych i oddanych rzutów wolnych (2009, 2010)
    - strat (106 – 2009)

NBA
- Mistrz NBA (2019)
- Uczestnik:
  - Rising Stars Challenge (2012)
  - Skills Challenge (2013)
- Zawodnik tygodnia (13.02.2012)

Inne drużynowe
- Wicemistrz klubowych mistrzostw Azji (2011)

Inne indywidualne
- MVP klubowych mistrzostw Azji (2011)
- Uczestnik meczu gwiazd chińskiej ligi CBA (2020)
- Zawodnik tygodnia D-League (18.01.2011)
- Członek USA Select Team (2012)